# Pisauridae
Famille
Les Pisauridae sont une famille d'araignées aranéomorphes.
Elles peuvent être appelées araignées à œufs ou araignées-patineuses.

## Distribution

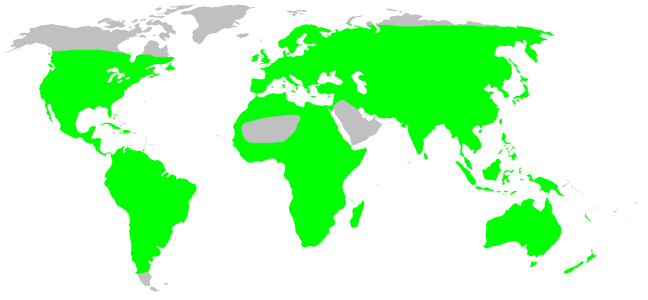
Distribution

Les espèces de cette famille se rencontrent sur tous les continents sauf aux pôles.

## Description

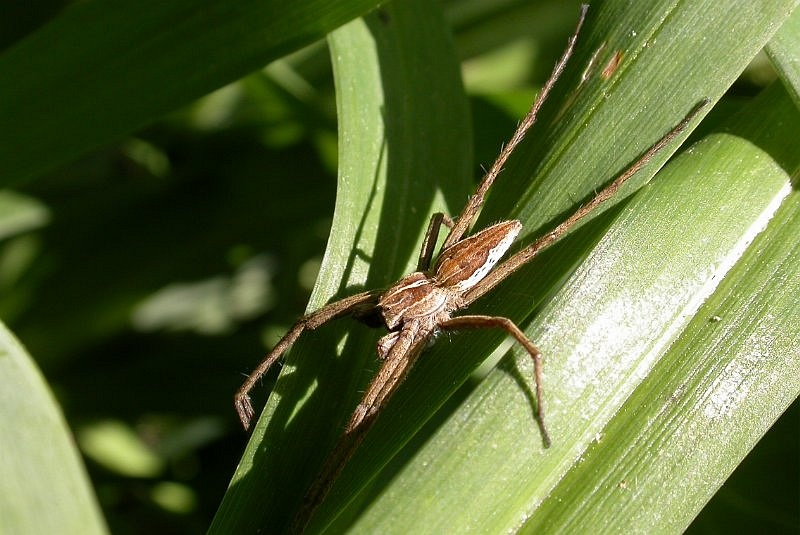
Pisaura mirabilis, le pisaure admirable

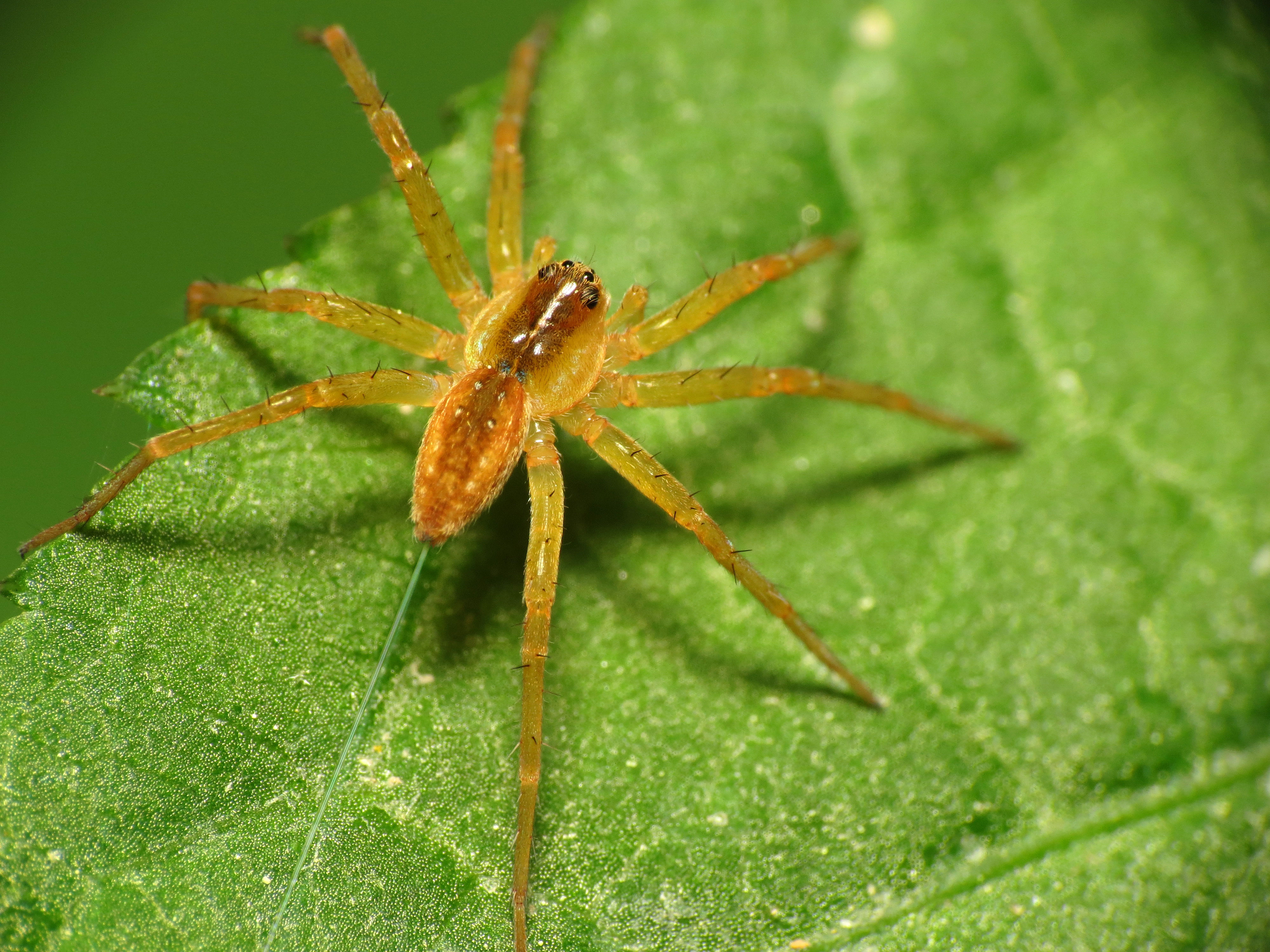
Pisauridae

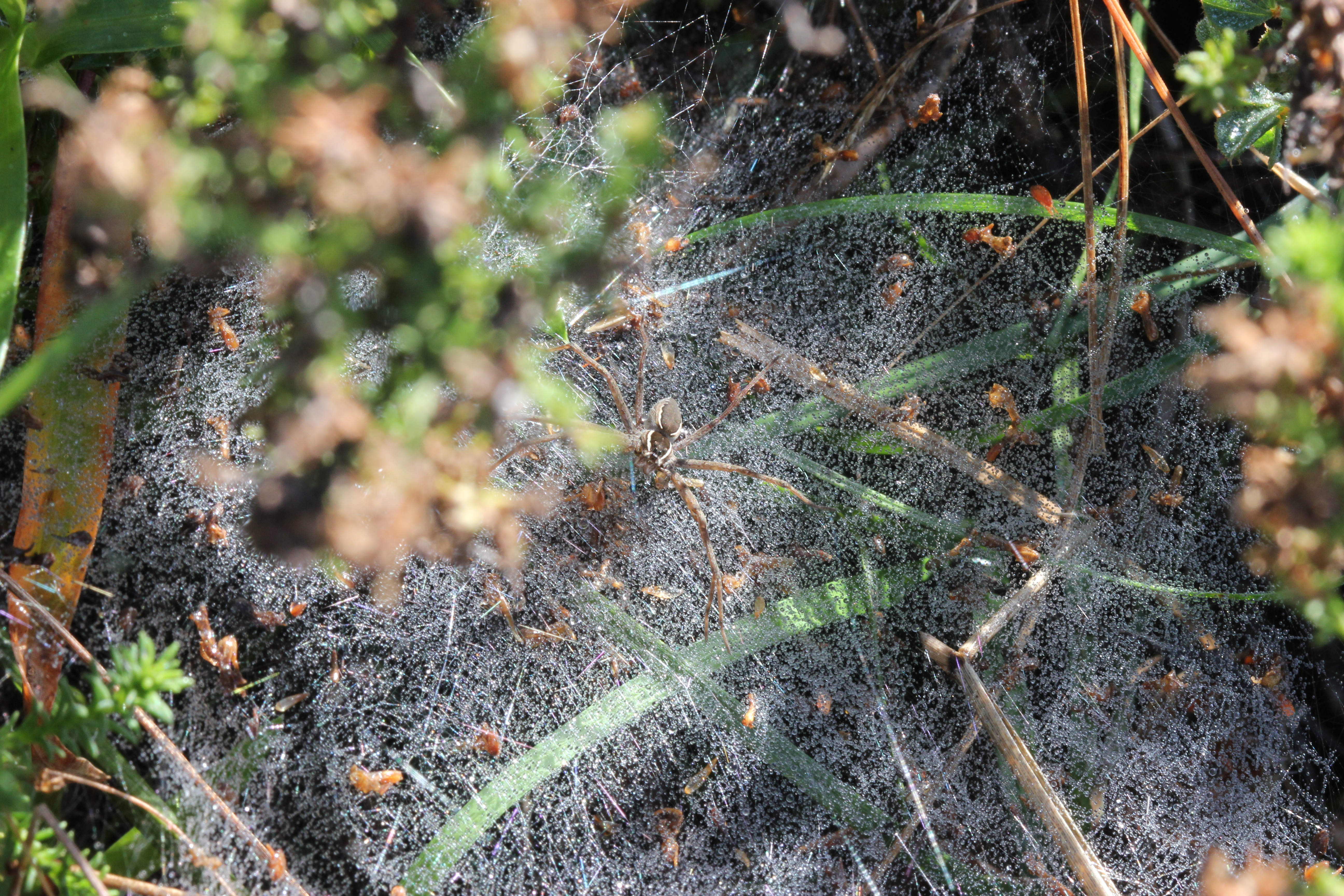
Pisauridae

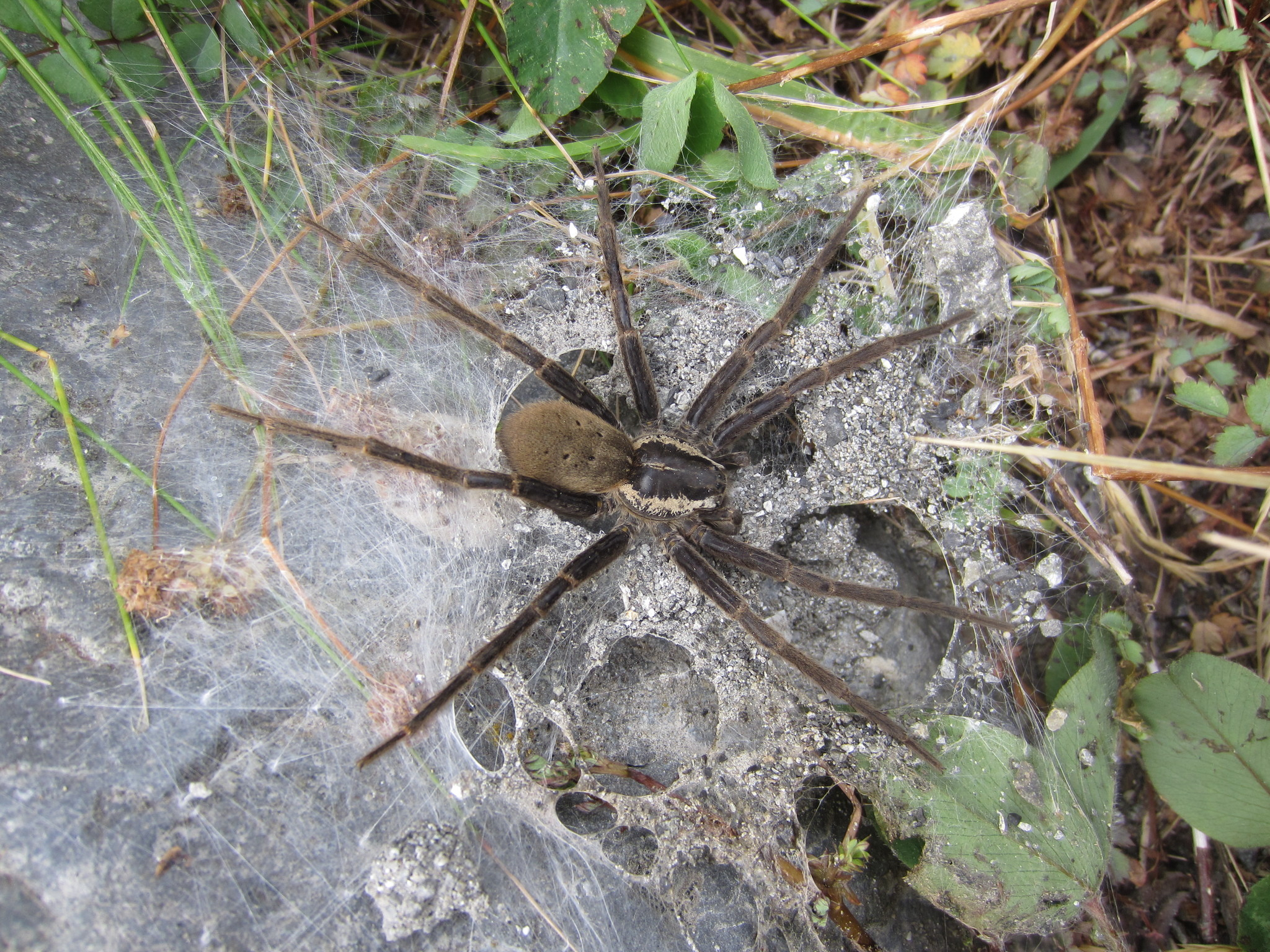
Dolomedes aquaticus

Ce sont de grandes araignées à longues pattes. Les deux pattes antérieures (I et II) sont généralement tenues rapprochées l'une de l'autre lors du repos. La famille est très similaire aux Lycosidae, mais s'en distingue par sa taille plus modeste.
Le mâle de Pisauridae capture une proie qu'il offre, enveloppée dans de la soie, à sa femelle en guise de dot de mariage, dit-on, et plus prosaïquement sans doute pour ne pas lui servir de proie. Les femelles font de grands cocons qu'elles transportent dans les chélicères ou sous le sternum.
Elles pratiquent la chasse à l'affût.

## Paléontologie
Cette famille est connue depuis le Paléogène.

## Liste des genres
Selon World Spider Catalog (version 25.5, 07/02/2025) :
- Afropisaura Blandin, 1976
- Archipirata Simon, 1898
- Architis Simon, 1898
- Blandinia Tonini, Silva, Filho & Freitas, 2016
- Caripetella Strand, 1928
- Charminus Thorell, 1899
- Chiasmopes Pavesi, 1883
- Cispinilus Roewer, 1955
- Cispius Simon, 1898
- Cladycnis Simon, 1898
- Dendrolycosa Doleschall, 1859
- Eucamptopus Pocock, 1900
- Euprosthenops Pocock, 1897
- Euprosthenopsis Blandin, 1974
- Hala Jocqué, 1994
- Hygropoda Thorell, 1895
- Ilipula Simon, 1903
- Inola Davies, 1982
- Maypacius Simon, 1898
- Nilus O. Pickard-Cambridge, 1876
- Papakula Strand, 1911
- Paracladycnis Blandin, 1979
- Perenethis L. Koch, 1878
- Phalaeops Roewer, 1955
- Pisaura Simon, 1886
- Pisaurina Simon, 1898
- Polyboea Thorell, 1895
- Qianlingula Zhang, Zhu & Song, 2004
- Rothus Simon, 1898
- Sphedanus Thorell, 1877
- Stoliczka O. Pickard-Cambridge, 1885
- Tallonia Simon, 1889
- Tapinothele Simon, 1898
- Tapinothelella Strand, 1909
- Tapinothelops Roewer, 1955
- Tetragonophthalma Karsch, 1878
- Thalassiopsis Roewer, 1955
- Thaumasia Perty, 1833
- Tinus F. O. Pickard-Cambridge, 1901
- Tolma Jocqué, 1994
- Voraptipus Roewer, 1955
- Voraptus Simon, 1898
- Vuattouxia Blandin, 1979
- Walrencea Blandin, 1979

Selon World Spider Catalog (version 23.5, 2023) :
- † Palaeoperenethis Selden & Penney, 2009

## Systématique et taxinomie
Cette famille a été décrite par Simon en 1890.
Elle rassemble 236 espèces dans 44 genres actuels.
Les Dolomedidae ont été relevées de synonymie par Morris, Hazzi et Hormiga en 2025.

## Publication originale
- Simon, 1890 : « Études arachnologiques. 22e Mémoire. XXXIV. Étude sur les arachnides de l'Yemen. » Annales de la Société Entomologique de France, sér. 6, vol. 10, p. 77-124 (texte intégral).